# Liga Mexicana de Béisbol 1955
La Temporada 1955 de la Liga Mexicana de Béisbol fue la edición número 31. Se mantiene en 6 el número de equipos pero hubo un cambio, los Azules de México se convierten en los Tigres Capitalinos quienes debutaban en la liga. La liga Mexicana entró al béisbol organizado, pasando a formar parte de las Ligas Menores de Béisbol bajo la clasificación Doble A gracias a los esfuerzos de Anuar Canavati de los Sultanes de Monterrey. A partir de esta temporada los equipos de la capital comenzaron a jugar en el Parque del Seguro Social. El calendario constaba de 100 juegos en un rol corrido, el equipo con el mejor porcentaje de ganados y perdidos se coronaba campeón de la liga.
Los Tigres Capitalinos obtuvieron el primer campeonato de su historia al ganar una serie final contra los Tecolotes de Nuevo Laredo 2 juegos a 0, ya que ambos equipos terminaron empatados en primer lugar con 53 ganados y 47 perdidos, con un juego de ventaja sobre los Diablos Rojos del México y los Rojos del Águila de Veracruz. El mánager campeón fue George "Chuck" Genovese. De esta manera el equipo de Tigres se ganó el mote de "El equipo que nació campeón".

## Equipos participantes
| Liga Mexicana de Béisbol 1955 |           |                          |                       |           |
| Equipo                        | Fundación | Ciudad                   | Estadio               | Capacidad |
| Diablos Rojos del México      | 1940      | México, D. F.            | Seguro Social         | 25,000    |
| Leones de Yucatán             | 1954      | Mérida, Yucatán          | Carta Clara           | 9,000     |
| Rojos del Águila de Veracruz  | 1903      | Veracruz, Veracruz       | Deportivo Veracruzano | 12,000    |
| Sultanes de Monterrey         | 1939      | Monterrey, Nuevo León    | Cuauhtémoc            | 8,000     |
| Tecolotes de Nuevo Laredo     | 1940      | Nuevo Laredo, Tamaulipas | La Junta              | 7,800     |
| Tigres Capitalinos            | 1955      | México, D. F.            | Seguro Social         | 25,000    |

## Posiciones
| Liga Mexicana de Béisbol | Liga Mexicana de Béisbol | Liga Mexicana de Béisbol | Liga Mexicana de Béisbol | Liga Mexicana de Béisbol |
| Equipo                   | JG                       | JP                       | PCT                      | JV                       |
| ------------------------ | ------------------------ | ------------------------ | ------------------------ | ------------------------ |
| Tigres                   | 53                       | 47                       | .530                     | -                        |
| Nuevo Laredo             | 53                       | 47                       | .530                     | -                        |
| México                   | 52                       | 48                       | .520                     | 1.0                      |
| Águila                   | 52                       | 48                       | .520                     | 1.0                      |
| Monterrey                | 46                       | 54                       | .460                     | 7.0                      |
| Yucatán                  | 44                       | 56                       | .440                     | 9.0                      |

| Empatados en primer lugar, por lo que se jugó una Serie por el Campeonato |

## Juego de Estrellas
El Juego de Estrellas de la LMB se realizó el 22 de junio en el Parque del Seguro Social en México, D. F. La selección de Extranjeros se impuso a la selección de Mexicanos 6 carreras a 5.

## Designaciones
Se designó como novato del año a Román Ramos de los Rojos del Águila de Veracruz.

## Acontecimientos relevantes
- 13 de agosto: Jaime Ochoa de los Tigres Capitalinos le lanza juego sin hit ni carrera de 7 entradas a los Rojos del Águila de Veracruz, en un partido disputado en la Ciudad de México y que terminó con marcador de 15-0.
- Fred Waters de los Tigres Capitalinos ganó la triple corona de  pitcheo al terminar con 2.06 en porcentaje de carreras limpias, 18 ganados y 126 ponches.[5] Segundo lanzador en la historia del circuito en lograrlo.